# Heteropelma hirsutum
Heteropelma hirsutum är en stekelart som beskrevs av Ian D. Gauld 1978. Heteropelma hirsutum ingår i släktet Heteropelma och familjen brokparasitsteklar. Inga underarter finns listade i Catalogue of Life.